# Enteromius
Genre
Enteromius est un genre de poissons de la famille des cyprinés d'Afrique tropicale anciennement classés dans le genre Barbus.
Les études génétiques étant encore en cours (2023) des changements sont à attendre.

## Liste des espèces
Selon Catalogue of Life (20 mars 2023) :

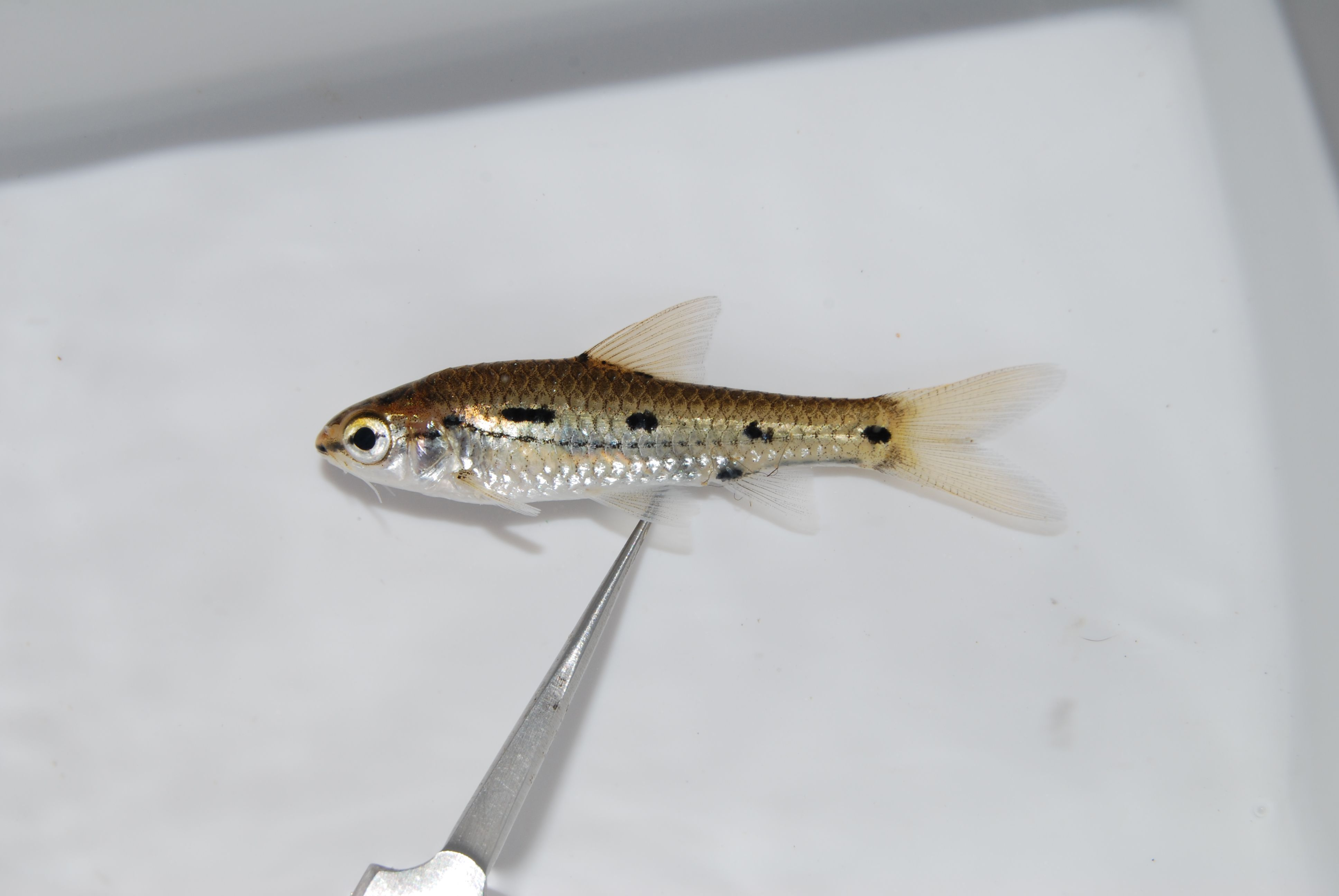
Enteromius bifrenatus

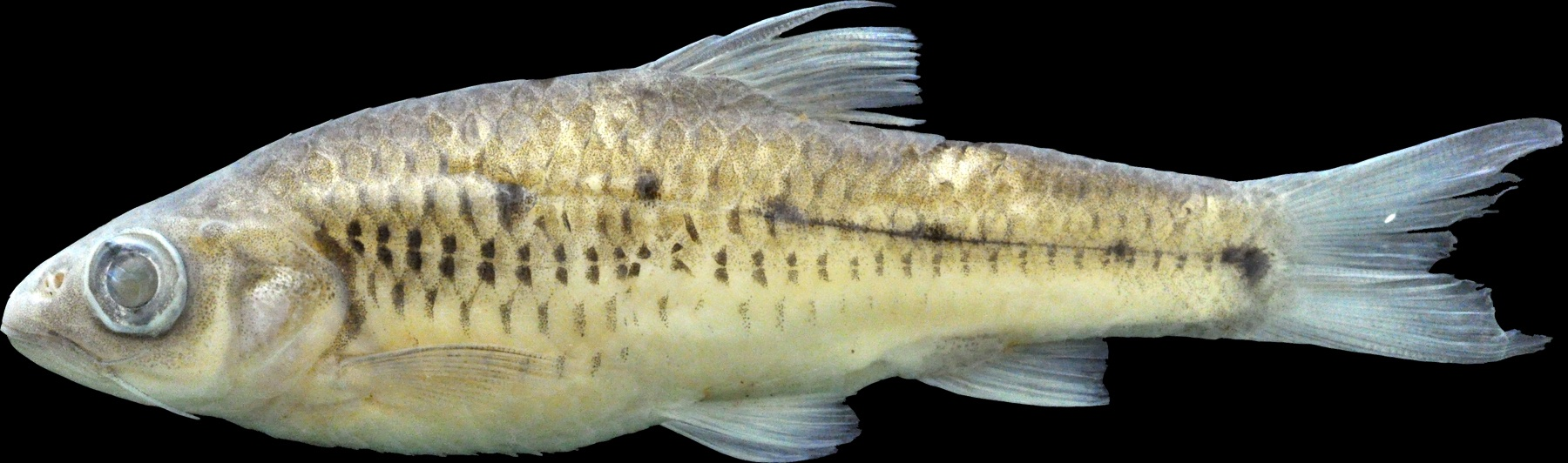
Enteromius cadenati

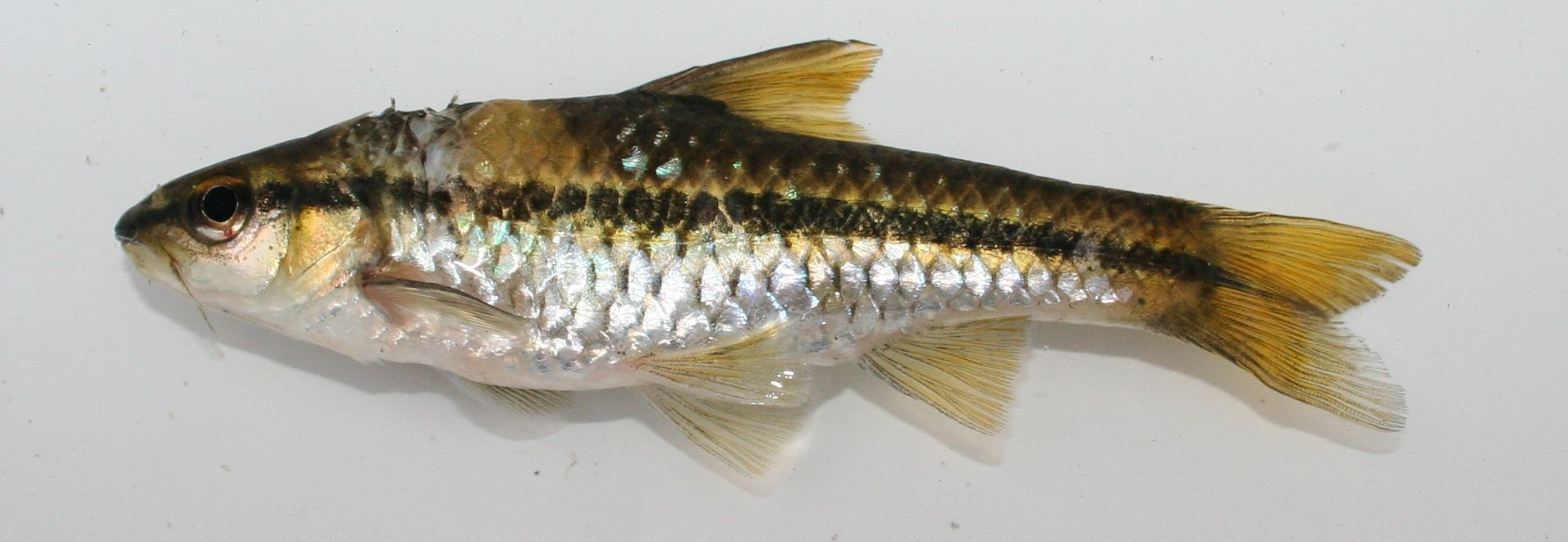
Enteromius eutaenia

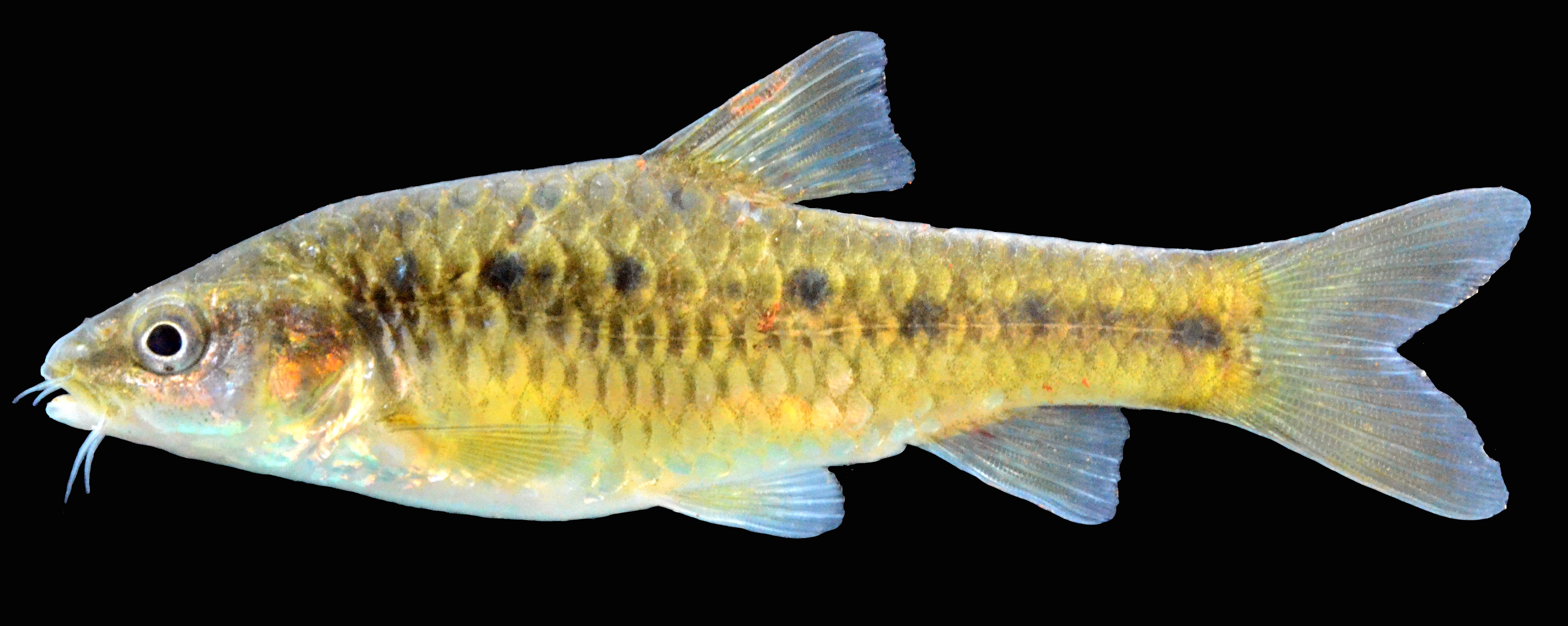
Enteromius guineensis

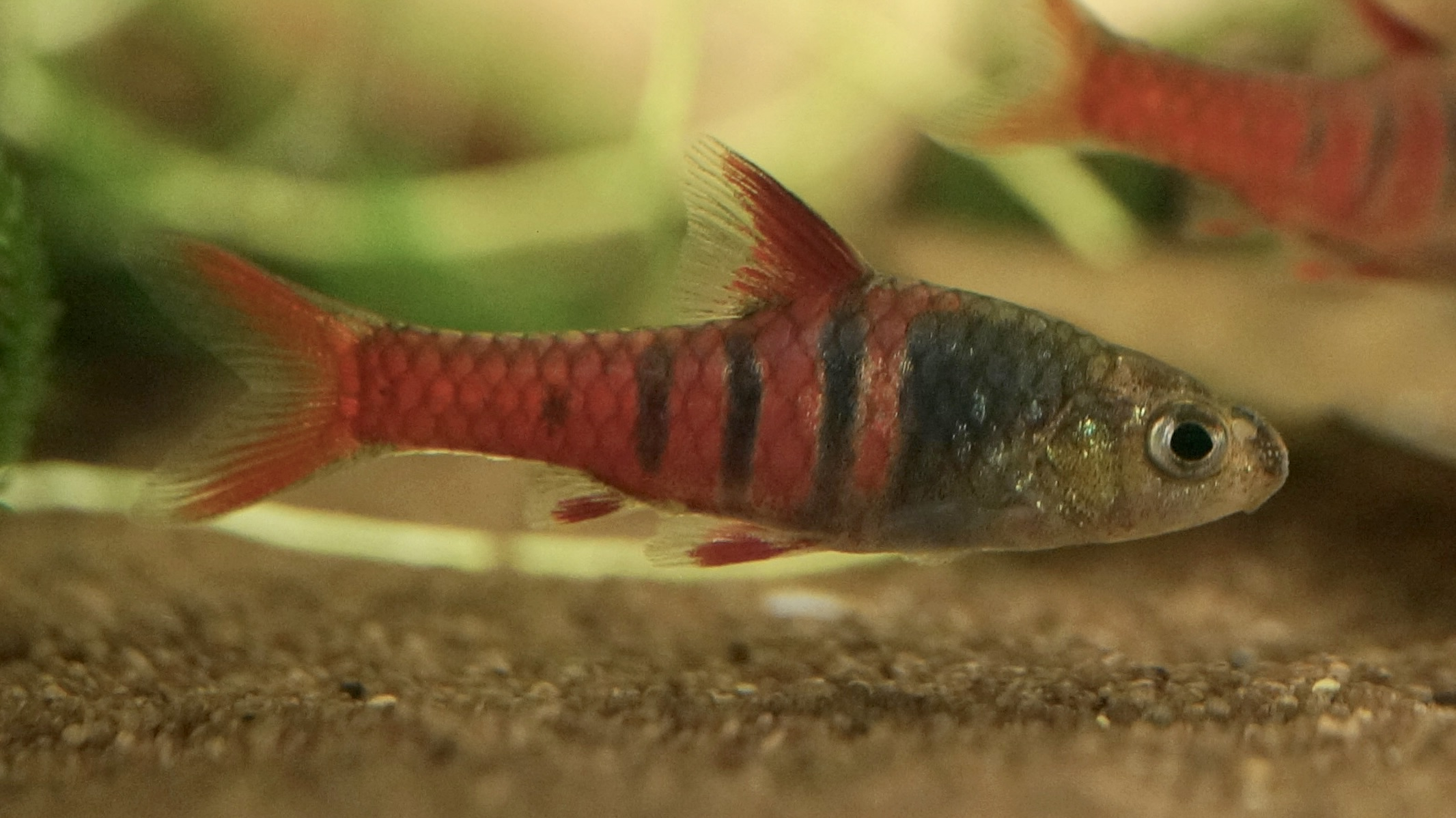
Enteromius jae

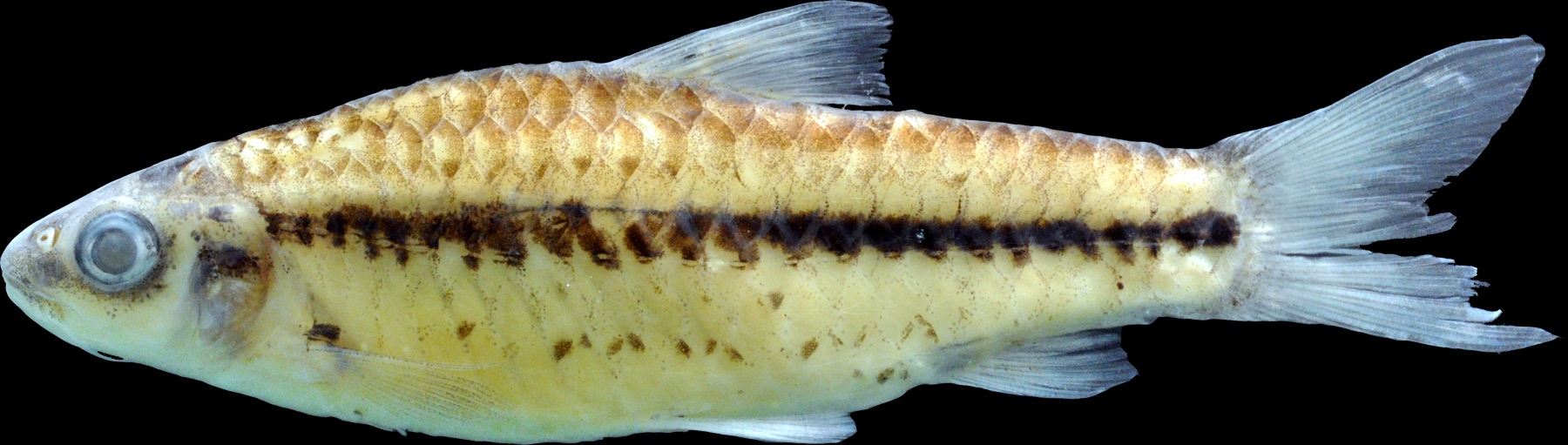
Enteromius niokoloensis

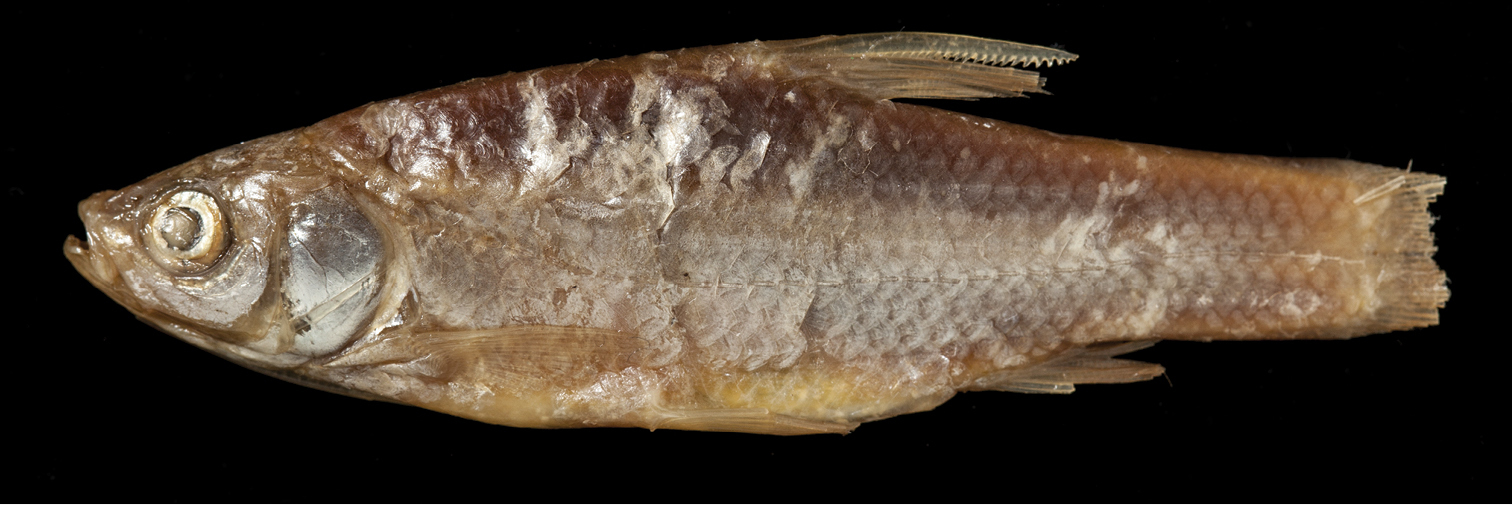
Enteromius paludinosus

- Enteromius ablabes (Bleeker, 1863)
- Enteromius aboinensis (Boulenger, 1911)
- Enteromius afrohamiltoni (Crass, 1960)
- Enteromius afrovernayi (Nichols & Boulton, 1927)
- Enteromius aliciae (Bigorne & Lévêque, 1993)
- Enteromius aloyi (Román, 1971)
- Enteromius amanpoae (J. G. Lambert, 1961)
- Enteromius amatolicus (P. H. Skelton, 1990)
- Enteromius anema (Boulenger, 1903)
- Enteromius annectens (Gilchrist & W. W. Thompson, 1917)
- Enteromius anniae (Lévêque, 1983)
- Enteromius anoplus (M. C. W. Weber, 1897)
- Enteromius ansorgii (Boulenger, 1904)
- Enteromius apleurogramma (Boulenger, 1911)
- Enteromius arambourgi (Pellegrin, 1935)
- Enteromius arcislongae (Keilhack, 1908)
- Enteromius argenteus (Günther, 1868)
- Enteromius aspilus (Boulenger, 1907)
- Enteromius atakorensis (Daget, 1957)
- Enteromius atkinsoni (R. G. Bailey, 1969)
- Enteromius atromaculatus (Nichols & Griscom, 1917)
- Enteromius bagbwensis (Norman, 1932)
- Enteromius barnardi (R. A. Jubb, 1965)
- Enteromius barotseensis (Pellegrin, 1920)
- Enteromius baudoni (Boulenger, 1918)
- Enteromius bawkuensis (A. J. Hopson, 1965)
- Enteromius bifrenatus (Fowler, 1935)
- Enteromius bigornei (Lévêque, Teugels & Thys van den Audenaerde, 1988)
- Enteromius boboi (L. P. Schultz, 1942)
- Enteromius bourdariei (Pellegrin, 1928)
- Enteromius brachygramma (Boulenger, 1915)
- Enteromius brazzai (Pellegrin, 1901)
- Enteromius breviceps (Trewavas, 1936)
- Enteromius brevidorsalis (Boulenger, 1915)
- Enteromius brevilateralis (Poll, 1967)
- Enteromius brevipinnis (R. A. Jubb, 1966)
- Enteromius brichardi (Poll & J. G. Lambert, 1959)
- Enteromius cadenati (Daget, 1962)
- Enteromius callipterus (Boulenger, 1907)
- Enteromius camptacanthus (Bleeker, 1863)
- Enteromius candens (Nichols & Griscom, 1917)
- Enteromius carcharhinoides (Stiassny, 1991)
- Enteromius carens (Boulenger, 1912)
- Enteromius castrasibutum (Fowler, 1936)
- Enteromius catenarius (Poll & J. G. Lambert, 1959)
- Enteromius caudosignatus (Poll, 1967)
- Enteromius cercops (Whitehead, 1960)
- Enteromius chicapaensis (Poll, 1967)
- Enteromius chiumbeensis (Pellegrin, 1936)
- Enteromius chlorotaenia (Boulenger, 1911)
- Enteromius choloensis (Norman, 1925)
- Enteromius citrinus (Boulenger, 1920)
- Enteromius clauseni (Thys van den Audenaerde, 1976)
- Enteromius collarti (Poll, 1945)
- Enteromius condei (Mahnert & Géry, 1982)
- Enteromius deguidei (Matthes, 1964)
- Enteromius deserti (Pellegrin, 1909)
- Enteromius devosi (Banyankimbona, Vreven & Snoeks, 2012)
- Enteromius dialonensis (Daget, 1962)
- Enteromius diamouanganai (Teugels & Mamonekene, 1992)
- Enteromius ditinensis (Daget, 1962)
- Enteromius dorsolineatus (Trewavas, 1936)
- Enteromius eburneensis (Poll, 1941)
- Enteromius erythrozonus (Poll & J. G. Lambert, 1959)
- Enteromius eutaenia (Boulenger, 1904)
- Enteromius evansi (Fowler, 1930)
- Enteromius fasciolatus (Günther, 1868)
- Enteromius foutensis (Lévêque, Teugels & Thys van den Audenaerde, 1988)
- Enteromius greenwoodi (Poll, 1967)
- Enteromius guildi (Loiselle, 1973)
- Enteromius guineensis (Pellegrin, 1913)
- Enteromius guirali (Thominot, 1886)
- Enteromius gurneyi (Günther, 1868)
- Enteromius haasianus (L. R. David, 1936)
- Enteromius holotaenia (Boulenger, 1904)
- Enteromius huguenyi (Bigorne & Lévêque, 1993)
- Enteromius hulstaerti (Poll, 1945)
- Enteromius humeralis (Boulenger, 1902)
- Enteromius humilis (Boulenger, 1902)
- Enteromius inaequalis (Lévêque, Teugels & Thys van den Audenaerde, 1988)
- Enteromius innocens (Pfeffer, 1896)
- Enteromius jacksoni (Günther, 1889)
- Enteromius jae (Boulenger, 1903)
- Enteromius janssensi (Poll, 1976)
- Enteromius kamolondoensis (Poll, 1938)
- Enteromius kerstenii (W. K. H. Peters, 1868)
- Enteromius kessleri (Steindachner, 1866)
- Enteromius kissiensis (Daget, 1954)
- Enteromius kuiluensis (Pellegrin, 1930)
- Enteromius lamani (Lönnberg & Rendahl, 1920)
- Enteromius laticeps (Pfeffer, 1889)
- Enteromius lauzannei (Lévêque & Paugy, 1982)
- Enteromius leonensis (Boulenger, 1915)
- Enteromius liberiensis (Steindachner, 1894)
- Enteromius lineomaculatus (Boulenger, 1903)
- Enteromius litamba (Keilhack, 1908)
- Enteromius lornae (Ricardo-Bertram, 1943)
- Enteromius loveridgii (Boulenger, 1916)
- Enteromius lufukiensis (Boulenger, 1917)
- Enteromius luikae (Ricardo-Bertram, 1939)
- Enteromius lujae (Boulenger, 1913)
- Enteromius lukindae (Boulenger, 1915)
- Enteromius lukusiensis (L. R. David & Poll, 1937)
- Enteromius luluae (Fowler, 1930)
- Enteromius machadoi (Poll, 1967)
- Enteromius macinensis (Daget, 1954)
- Enteromius macrops (Boulenger, 1911)
- Enteromius macrotaenia (Worthington, 1933)
- Enteromius magdalenae (Boulenger, 1906)
- Enteromius manicensis (Pellegrin, 1919)
- Enteromius marmoratus (L. R. David & Poll, 1937)
- Enteromius martorelli (Román, 1971)
- Enteromius mattozi (A. R. P. Guimarães, 1884)
- Enteromius mediosquamatus (Poll, 1967)
- Enteromius melanotaenia (Stiassny, 1991)
- Enteromius mimus (Boulenger, 1912)
- Enteromius miolepis (Boulenger, 1902)
- Enteromius mocoensis (Trewavas, 1936)
- Enteromius mohasicus (Pappenheim, 1914)
- Enteromius motebensis (Steindachner, 1894)
- Enteromius multilineatus (Worthington, 1933)
- Enteromius musumbi (Boulenger, 1910)
- Enteromius neefi (Greenwood, 1962)
- Enteromius neglectus (Boulenger, 1903)
- Enteromius neumayeri (J. G. Fischer, 1884)
- Enteromius nigeriensis (Boulenger, 1903)
- Enteromius nigrifilis (Nichols, 1928)
- Enteromius nigroluteus (Pellegrin, 1930)
- Enteromius niokoloensis (Daget, 1959)
- Enteromius nounensis (Van den Bergh & Teugels, 1998)
- Enteromius nyanzae (Whitehead, 1960)
- Enteromius okae (Fowler, 1949)
- Enteromius oligogrammus (L. R. David, 1937)
- Enteromius olivaceus (Seegers, 1996)
- Enteromius owenae (Ricardo-Bertram, 1943)
- Enteromius pallidus (A. Smith, 1841)
- Enteromius paludinosus (W. K. H. Peters, 1852)
- Enteromius papilio (Banister & R. G. Bailey, 1979)
- Enteromius parablabes (Daget, 1957)
- Enteromius parajae (Van den Bergh & Teugels, 1998)
- Enteromius pellegrini (Poll, 1939)
- Enteromius perince (Rüppell, 1835)
- Enteromius petchkovskyi (Poll, 1967)
- Enteromius pleurogramma (Boulenger, 1902)
- Enteromius pobeguini (Pellegrin, 1911)
- Enteromius poechii (Steindachner, 1911)
- Enteromius potamogalis Cope, 1867 - espèce type
- Enteromius prionacanthus (Mahnert & Géry, 1982)
- Enteromius profundus (Greenwood, 1970)
- Enteromius pseudotoppini (Seegers, 1996)
- Enteromius pumilus (Boulenger, 1901)
- Enteromius punctitaeniatus (Daget, 1954)
- Enteromius pygmaeus (Poll & J. P. Gosse, 1963)
- Enteromius quadrilineatus (L. R. David, 1937)
- Enteromius quadripunctatus (Pfeffer, 1896)
- Enteromius radiatus (W. K. H. Peters, 1853)
- Enteromius raimbaulti (Daget, 1962)
- Enteromius rohani (Pellegrin, 1921)
- Enteromius roussellei (Ladiges & Voelker, 1961)
- Enteromius rouxi (Daget, 1961)
- Enteromius rubrostigma (Poll & J. G. Lambert, 1964)
- Enteromius salessei (Pellegrin, 1908)
- Enteromius sensitivus (T. R. Roberts, 2010)
- Enteromius serengetiensis (Farm, 2000)
- Enteromius sexradiatus (Boulenger, 1911)
- Enteromius seymouri (Tweddle & P. H. Skelton, 2008)
- Enteromius stanleyi (Poll & J. P. Gosse, 1974)
- Enteromius stauchi (Daget, 1967)
- Enteromius stigmasemion (Fowler, 1936)
- Enteromius stigmatopygus (Boulenger, 1903)
- Enteromius subinensis (A. J. Hopson, 1965)
- Enteromius sublineatus (Daget, 1954)
- Enteromius sylvaticus (Loiselle & Welcomme, 1971)
- Enteromius syntrechalepis (Fowler, 1949)
- Enteromius taeniopleura (Boulenger, 1917)
- Enteromius taeniurus (Boulenger, 1903)
- Enteromius tanapelagius (Graaf, Dejen, Sibbing & Osse, 2000)
- Enteromius tegulifer (Fowler, 1936)
- Enteromius tetraspilus (Pfeffer, 1896)
- Enteromius tetrastigma (Boulenger, 1913)
- Enteromius teugelsi (Bamba, Vreven & Snoeks, 2011)
- Enteromius thamalakanensis (Fowler), 1935)
- Enteromius thysi (Trewavas, 1974)
- Enteromius tiekoroi (Lévêque, Teugels & Thys van den Audenaerde), 1987)
- Enteromius tomiensis (Fowler), 1936)
- Enteromius tongaensis (Rendahl, 1935)
- Enteromius toppini (Boulenger, 1916)
- Enteromius traorei (Lévêque, Teugels & Thys van den Audenaerde, 1987)
- Enteromius treurensis (A. A. v. J. Groenewald, 1958)
- Enteromius trimaculatus (W. K. H. Peters, 1852)
- Enteromius trinotatus (Fowler, 1936)
- Enteromius trispiloides (Lévêque, Teugels & Thys van den Audenaerde, 1987)
- Enteromius trispilomimus (Boulenger, 1907)
- Enteromius trispilopleura (Boulenger, 1902)
- Enteromius trispilos (Bleeker, 1863)
- Enteromius turkanae (A. J. Hopson & J. Hopson, 1982)
- Enteromius unitaeniatus (Günther, 1866)
- Enteromius urostigma (Boulenger, 1917)
- Enteromius usambarae (Lönnberg, 1907)
- Enteromius validus (Stiassny, Liyandja & Monsembula Iyaba, 2016)
- Enteromius vanderysti (Poll, 1945)
- Enteromius vandewallei Lederoun & Vreven, 2016
- Enteromius venustus (R. G. Bailey, 1980)
- Enteromius viktorianus (Lohberger, 1929)
- Enteromius viviparus (M. C. W. Weber, 1897)
- Enteromius walkeri (Boulenger, 1904)
- Enteromius wellmani (Boulenger, 1911)
- Enteromius yeiensis (S. Johnsen, 1926)
- Enteromius yongei (Whitehead, 1960)
- Enteromius zalbiensis (Blache & Miton, 1960)
- Enteromius zanzibaricus (W. K. H. Peters, 1868)

## Systématique
Le genre Enteromius a été créé en 1867 par le paléontologue américain Edward Drinker Cope (1840-1897) avec pour espèce type Enteromius potamogalis.
Enteromius a pour synonymes :
- Beirabarbus Herre, 1936
- Mannichthys Schultz, 1942

## Publication originale
- (en) Edward D. Cope, « Supplement on some new species of American and African fishes », Transactions of the American Philosophical Society, vol. 13, no 3,‎ 1867, p. 400-407 (ISSN 0065-9746 et 2325-9264, OCLC 2382293, lire en ligne).